# Manuscrit de Bakhshali

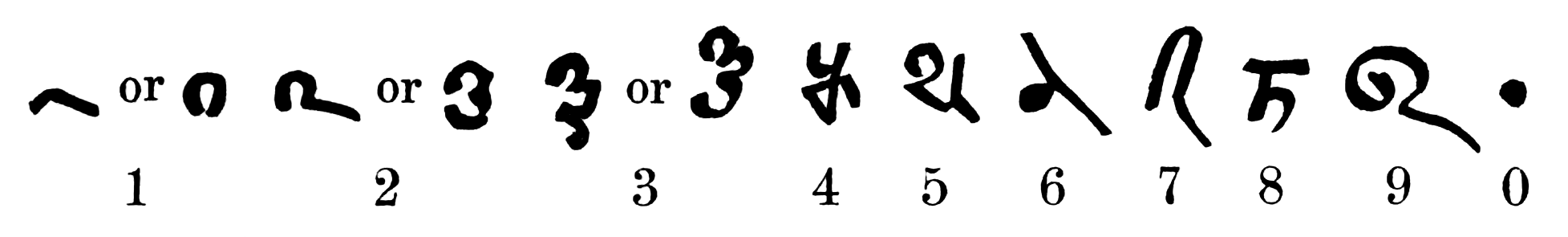
Ecriture des chiffres dans le manuscrit de Bakhshali.
Morceau de parchemin.

Le manuscrit de Bakhshali est un recueil de textes mathématiques trouvé en 1881 près du village de Bakhshali (en) au Pakistan, à 80 km au nord-est de Peshawar. Écrit sur de l'écorce de bouleau, c'est le plus ancien document montrant l'utilisation du zéro, et il est considéré comme le plus ancien manuscrit traitant des mathématiques indiennes. Il est conservé depuis 1902 à la bibliothèque Bodléienne à Oxford.

## Description
Le manuscrit est incomplet, il se compose de 70 feuilles d'écorce de bouleau fragmentées et est écrit dans une forme primitive de l'écriture sharda qui a été utilisée au Cachemire du IXe au XIIe siècle. L'ordre original des feuilles est incertain et la datation controversée. La plupart des experts s'accordent pour dire qu'il s'agit de la copie d'un texte plus ancien. Rudolf Hoernlé (en), qui est le premier à avoir examiné ce document, le datait du IXe siècle pour un original du IIIe ou IVe siècle. La datation par le carbone 14 de trois échantillons a montré que les fragments d'écorce provenaient de trois époques différentes (224-383, 680-779 et 885-993),,.

## Contenu
Le recueil porte essentiellement sur l'arithmétique et l'algèbre. Il a probablement différents auteurs, le colophon de l'une des sections indique qu'elle a été écrite par le fils de Chajaka, mathématicien et brahmane. Il aurait probablement été écrit dans le pays de Martikavata au nord-ouest de l'Inde (d'après un passage partiellement préservé dans le texte).
Le manuscrit est une compilation de règles mathématiques et de problèmes écrits en vers. Généralement, la règle est d'abord donnée avant d'être suivie par un ou plusieurs exemples structurés comme suit : définition du problème, calcul, vérification. Le style est similaire à celui du commentaire de Bhāskara I sur l'Aryabhata. Il contient, en plus des problèmes qui conduisent à des équations linéaires (notamment le problème des 100 oiseaux où il faut acheter 100 oiseaux avec 100 pièces de monnaie de valeur différente), des équations du second degré, des progressions arithmétiques, quelques problèmes de géométrie, des problèmes associés aux voyages ou au calcul de la pureté de l'or et une méthode pour le calcul approximatif de la racine carrée :

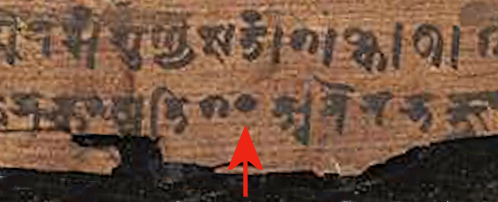
Utilisation du zéro.

{\displaystyle {\sqrt {(a^{2}+r)}}\approx a+{\frac {r}{2a}}-{\frac {{({\frac {r}{2a}})}^{2}}{2(a+{\frac {r}{2a}})}}}.

## Notation
Un point est employé pour la notation du zéro. Les nombres négatifs (soustraction) sont indiqués en plaçant un signe « plus » à la fin.